# Юніорська збірна НДР з хокею із шайбою
Юніорська збірна НДР з хокею із шайбою — національна юніорська команда Німецької Демократичної Республіки створена у 1951 році та представляла країну на міжнародних змаганнях з хокею із шайбою. Збірна виступала лише на трьох чемпіонатах Європи 1967, 1968 та 1990 року.